# Jacob Reck
Jacob Andrejewitsch Reck (russisch Яков Андреевич Рекк; * 22. Oktoberjul. / 3. November 1867greg. im Gouvernement Samara; † 12. Oktoberjul. / 25. Oktober 1913greg. in Moskau) war ein russischer Bankier und Bauunternehmer.

## Leben
Reck lebte ab 1886 in Moskau. Anfangs war er einfacher Angestellter im Bankkontor N. Wertheims. 1891 wurde er dort Geschäftsführer. 1892 kaufte er die Russische Bank für Handel und Industrie und gliederte das Wertheim-Kontor als Abteilung in die Bank ein. 1893 eröffnete er eine Ziegelei im Dorf Tschassowaja (Ujesd Swenigorod).
1899 gründete Reck zusammen mit dem Kursker Ehrenbürger I. I. Seifert die Handels- und Bau-Aktiengesellschaft mit Reck als Direktor und Reck, Seifert und A. K. Luther als Geschäftsführer. Diese neue Gesellschaft war die zweite Baugesellschaft nach der im Vorjahr gegründeten „Nordbaugesellschaft“ Sawwa Iwanowitsch Mamontows, die Reck nach Marmontows Verhaftung erwarb. Reck lud Fjodor Ossipowitsch Schechtel ein, das Architekturbüro der neuen Gesellschaft zu leiten, und nach dessen Absage Sergei Wladimirowitsch Sherwood, der jedoch plötzlich starb. Architekturbüroleiter wurde nun Lew Nikolajewitsch Kekuschew, der in der Nordgesellschaft Chefarchitekt war.
1901 gründete Reck eine Genossenschaft mit einem Grundkapital von 750.000 Rubeln für den Erwerb (und die Vermietung von Geschäftsräumen) der 1900 von der Handels- und Bau-Aktiengesellschaft gebauten Nikolskije-Reihen an der Moskauer Nikolskaja Uliza gegenüber den Oberen Handelsreihen (jetzt Warenhaus GUM).
Reck beauftragte auf Kosten der Handels- und Bau-Aktiengesellschaft führende Architekten mit dem Bau von Häusern, die er dann verkaufte. Diese Architekten waren Vertreter der Moskauer modernen Architektur, deren Schwerpunkt der Jugendstil war. So baute William Walcot die Jakuntschikowa-Villa (1899–1900) und für Karl Alexandrowitsch Gutheil, den Sohn des Musikverlegers A. B. Gutheil, die Gutheil-Villa. Gustav Helrich baute für Reck die J. A. Reck-Villa (1901–1903). Kekuschew baute die Ponisowski-Villa und die I. A. Mindowski-Villa (1903–1904) sowie das Issakow-Wohnhaus (1904–1906). Iwan Alexandrowitsch Fomin baute eine Villa für W. I. Reck (1900) am Skatertny Pereulok 20.
Reck erwarb in den Gouvernements Wilna, Kiew, Minsk, Poltawa und Rjasan große Landgüter, die dann nach der Vorgehensweise der auf der Basis der Stolypin-Reformen gegründeten Bodenkommissionen in kleine Bauernhöfe aufgeteilt und über die Charkow-Landbank und die staatliche Bauernbank an Bauern verkauft wurden.
Mitte der 1900er-Jahre wurde Reck als Direktor der Handels- und Bau-Aktiengesellschaft durch den Unternehmer I. P. Issakow ersetzt. 1914 wurde die Gesellschaft aufgelöst.
Reck wurde auf dem Moskauer Wwedenskoje-Friedhof begraben. Für das Grabmal war 1913 eine Christus-Statue geplant und in Italien bestellt worden. Der Erste Weltkrieg und die Oktoberrevolution verhinderten damals die Realisierung. Im Auftrag von Verwandten aus der Tretjakow-Familie schuf Nadeschda Wassiljewna Krandijewskaja 1947 für das Grabmal eine weiße Christus-Statue. In der Chruschtschow-Zeit wurde Krandijewskajas Statue umgeworfen, und Teile waren abgesplittert. Später wurde die Statue wiederhergestellt.

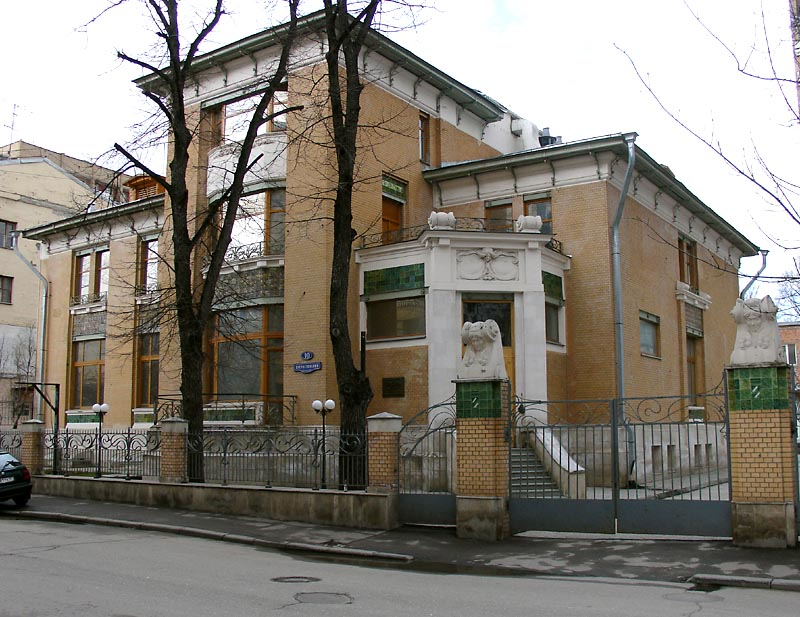
Jakuntschikowa-Villa, Pretschistenski Pereulok 10, Moskau
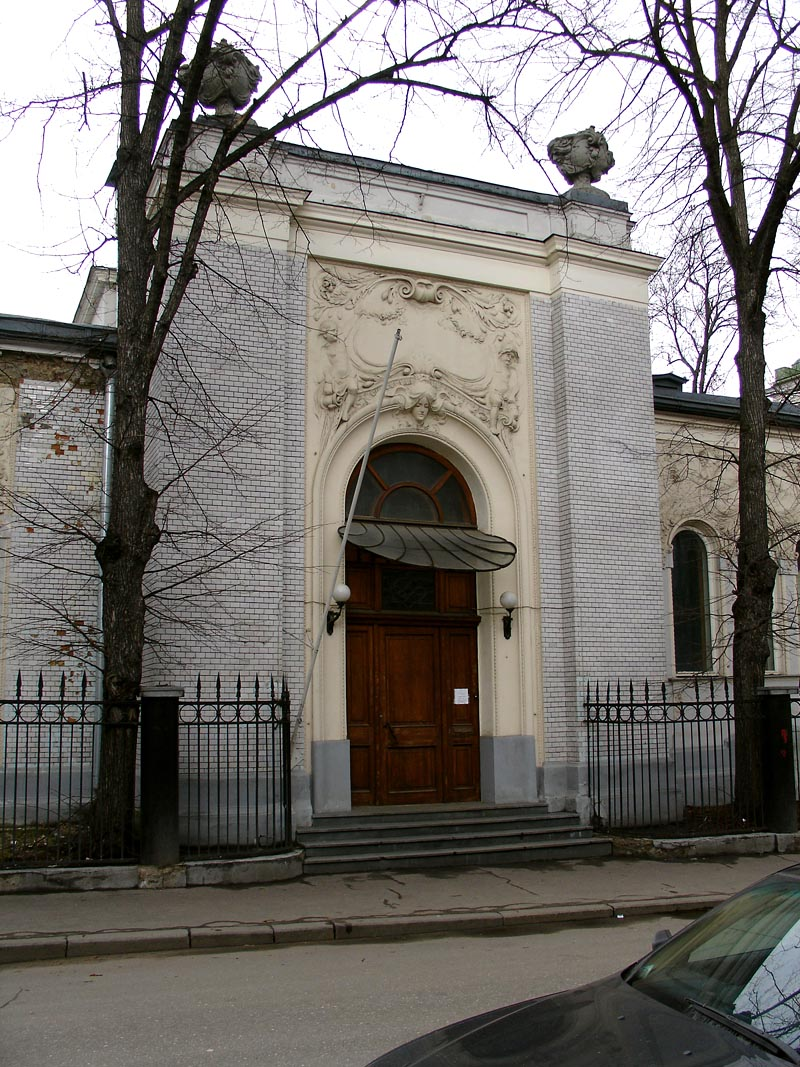
Gutheil-Villa, Pretschistenski Pereulok 8, Moskau
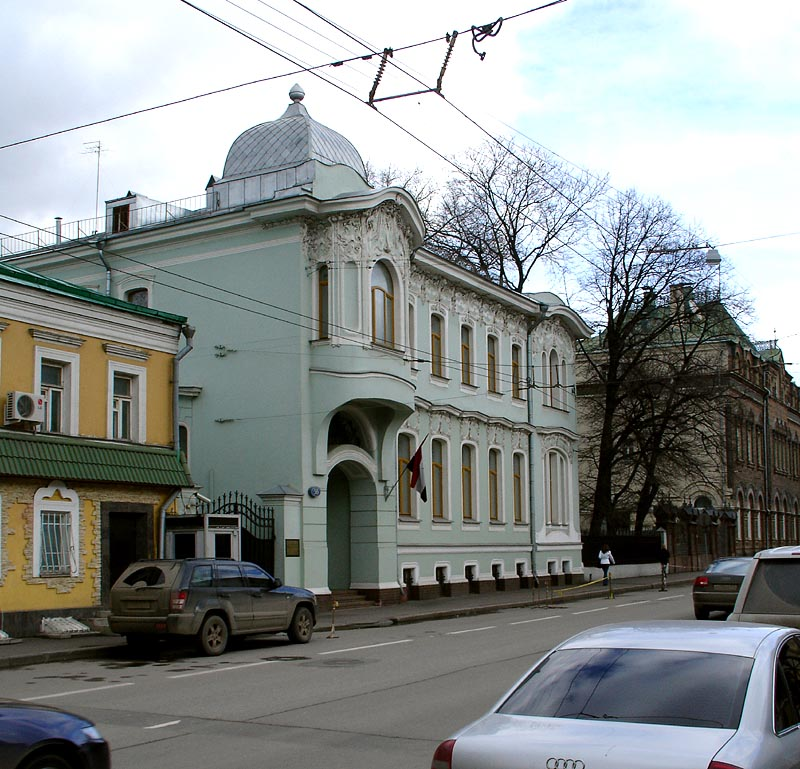
J. A. Reck-Villa, Bolschaja Nikitskaja Uliza 56, Moskau
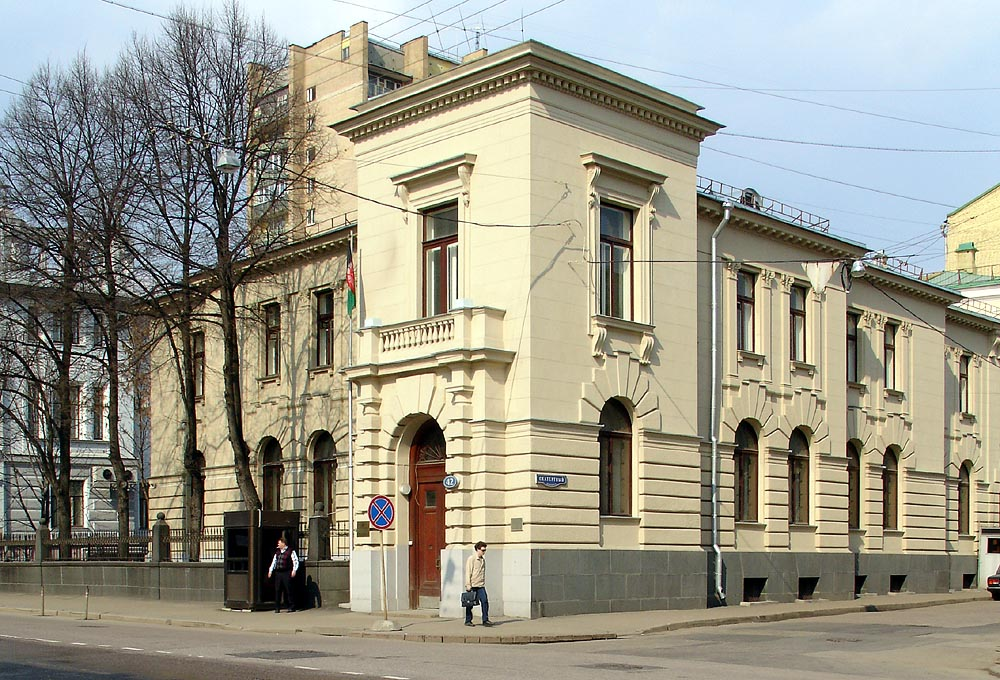
Ponisowski-Villa, Powarskaja Uliza 42/1, Moskau
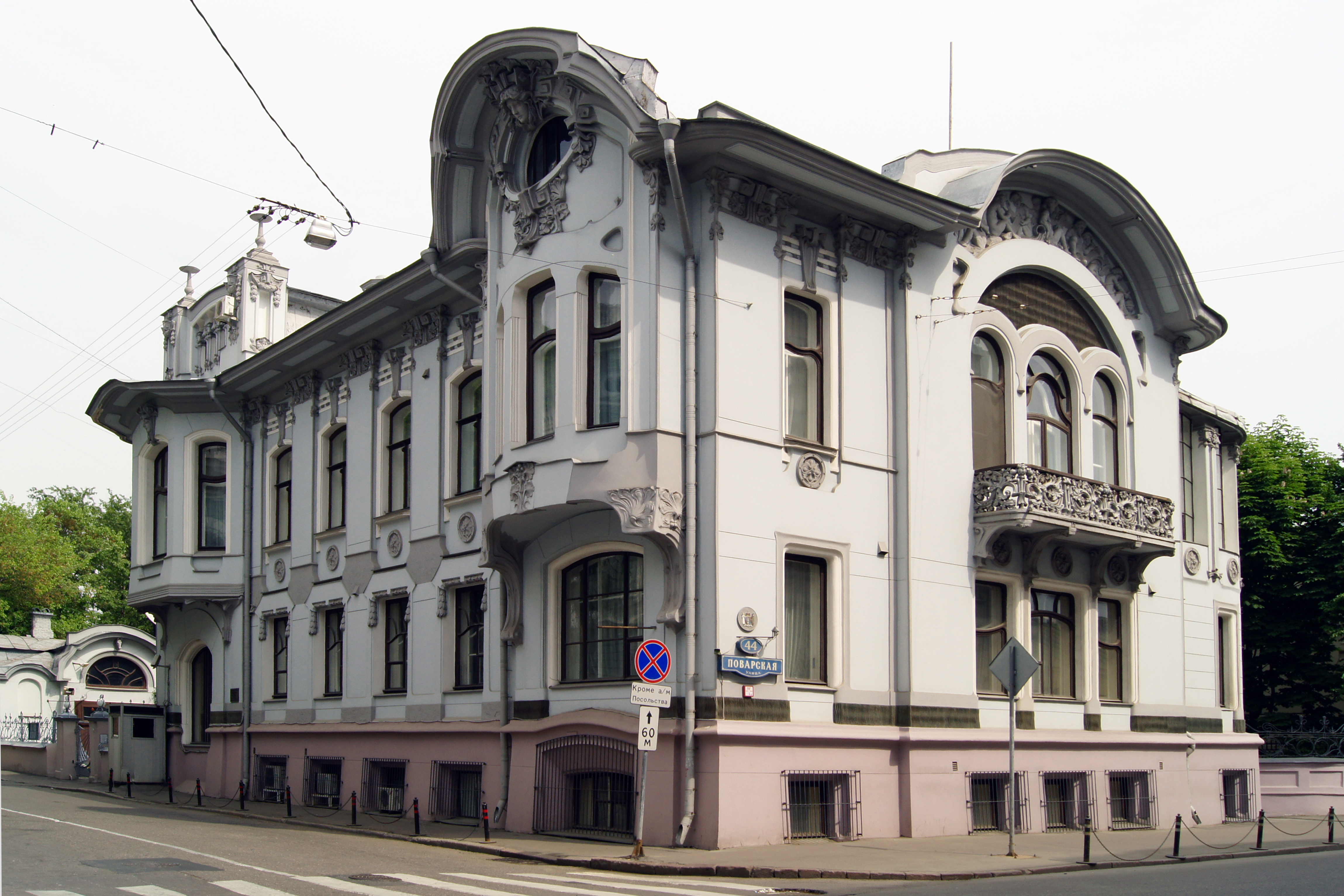
Mindowski-Villa, Powarskaja Uliza 42/2, Moskau
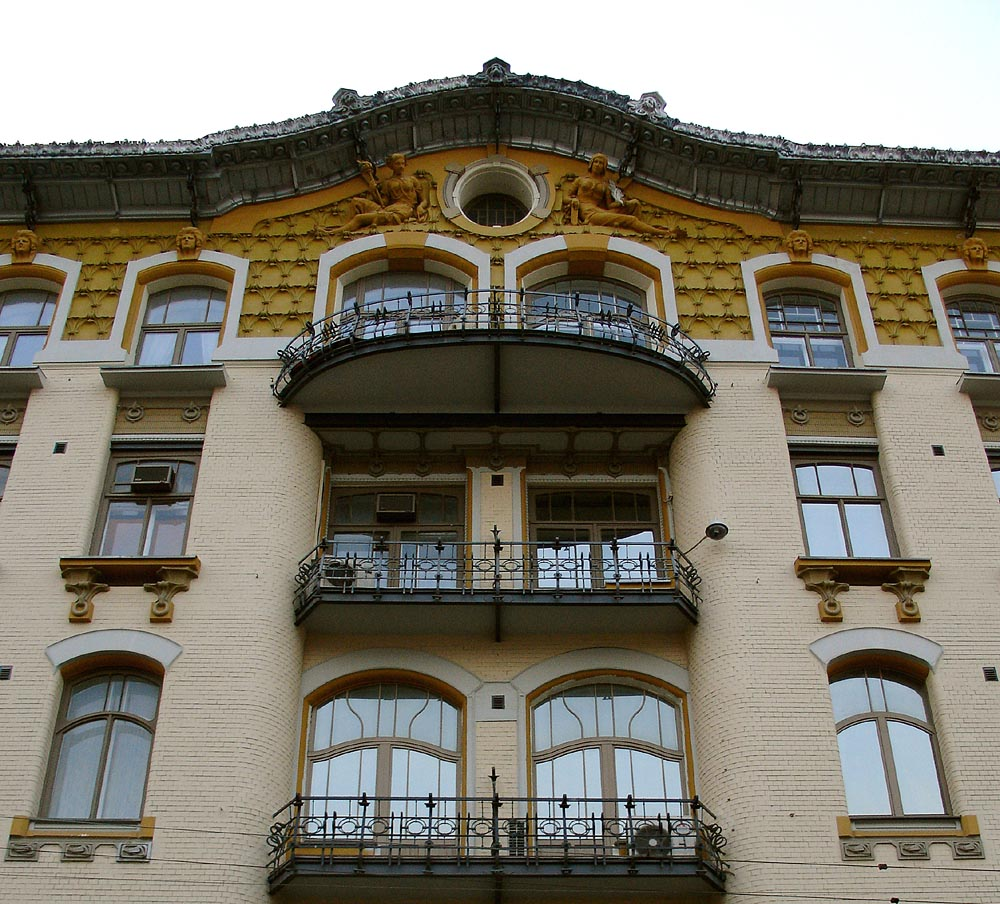
Issakow-Wohnhaus, Pretschistenka 28, Moskau